# Emanuele Pessagno (contratorpedeiro)
O Emanuele Pessagno foi um contratorpedeiro operado pela Marinha Real Italiana e a sétima embarcação da Classe Navigatori. Sua construção começou em outubro de 1927 no Cantieri Navali Riuniti e foi lançado o mar em agosto de 1929, sendo comissionado na frota italiana em março do ano seguinte. Era armado com uma bateria principal de seis canhões de 120 milímetros e seis tubos de torpedo de 533 milímetros, tinha um deslocamento carregado de mais de duas mil toneladas e conseguia alcançar uma velocidade máxima de 32 nós (59 quilômetros por hora).
O Emanuele Pessagno era inicialmente classificado como batedor e teve um início de carreira tranquilo, passando seus primeiros anos participando principalmente de exercícios de treinamento junto com o resto da frota no Mar Mediterrâneo. Ele deu suporte entre dezembro de 1930 e janeiro de 1931 para o voo transatlântico de Italo Balbo até o Brasil. De 1936 a 1938 participou da intervenção italiana na Guerra Civil Espanhola, e em 1939 da invasão italiana da Albânia. Foi reclassificado como contratorpedeiro em 1938 e passou por um processo de modernização em 1940.
O navio serviu durante os primeiros anos da Segunda Guerra Mundial. Ele participou de várias operações de escoltas de comboio de tropas e suprimentos para a Campanha Norte-Africana e de estabelecimento de campos minados. Também esteve presente na Batalha da Calábria em julho de 1940 e na Batalha de Tarento em novembro, sendo levemente danificado nesta última. O Emanuele Pessagno acabou afundado na madrugada de 28 para 29 de maio de 1942 durante uma missão de escolta de comboios, depois deser torpedeado pelo submarino britânico HMS Turbulent